# 계마항
계마항(桂馬港)은 대한민국 전라남도 영광군 홍농읍 계마리에 있는 어항이다. 1971년 12월 21일 국가어항으로 지정되었으며, 관리청은 해양수산부 서해어업관리단, 시설관리자는 영광군수이다.

## 연혁
- 계마항이 속한 계마리는 예전에 말이 해변을 향해 오는 형국이라하여 마래(馬來)라고 했으며, 기후조건이 조기를 말리기에 적당해 영광굴비의 원산지로 유명하다.[1]
- 계마항은 칠산어장 및 흑산도 어장의 어업전진기지 및 외래어선의 대피항으로 양호한 조건을 갖추고 있는 국가어항으로 1982년 기본시설을 완공하고 1988년 정비계획(매몰방지대책)을 수립해 1998년 정비계획을 완료하였다.[2]
- 2000년에 준설 및 투기장 조성계획을 수립하였으며, 2003년에 매몰저감대책을 수립하였다.

## 어항 구역
본 항의 어항 구역은 다음과 같다.
- 수역[3]
  - 방파제 기부(N35°23′28.302″, E126°24′15.904″)에서 w방향으로 280m 지점(N35°23′28.247″, E126°24′4.809″)과 이점에서 S방향으로 1,100m 이동한 지점(N35°22′52.553″, E126°24′5.074″), 이점에서 E방향으로 육지와 연결한 선을 따라 형성된 공유수면
- 육역[4]
  - 전라남도 영광군 홍농읍 계마리 894-29 외 21필지(상세내역은 생략)

## 특징
- 굴비의 본고장 법성포에서 북서쪽 해안으로 9km를 달리면 계마항과 가마미 해변에 닿는다. 해안도로에서 내려다보이는 계마항의 풍경은 아름답기로 유명하다. 계마항에서는 인근의 송이도, 안마도를 운항하는 여객선이 오가고 50여 척의 어선이 기항한다. 가마미 해변에서는 함께 굴 캐기와 바다낚시를 즐길 수 있다.[5]